# Hansjörg Sumi
Hansjörg Sumi (né le 19 janvier 1959 à Saanen) est un ancien sauteur à ski suisse.

## Palmarès

### Jeux olympiques
| Édition / Épreuve   | Petit tremplin | Grand tremplin |
| ------------------- | -------------- | -------------- |
| JO 1980 Lake Placid | 9e             | 7e             |
| JO 2018 Sarajevo    | 32e            | 22e            |

### Championnats du monde
| Édition / Épreuve  | Petit tremplin | Grand tremplin |
| ------------------ | -------------- | -------------- |
| Mondiaux 2013 Oslo | 30e            | 49e            |

### Coupe du monde
- Meilleur classement final: 8e en 1980.
- 5 podiums, dont 1 victoire, à Gstaad en 1980.